# Conus attenuatus
Conus attenuatus е вид охлюв от семейство Conidae. Видът не е застрашен от изчезване.

## Разпространение и местообитание
Разпространен е в Американски Вирджински острови, Антигуа и Барбуда, Аруба, Барбадос, Бахамски острови, Бонер, Британски Вирджински острови, Венецуела, Гваделупа, Гватемала, Гвиана, Доминиканска република, Колумбия, Коста Рика, Куба, Кюрасао, Мартиника, Мексико (Кинтана Ро), Никарагуа, Панама, Саба, САЩ (Флорида), Свети Мартин, Сейнт Винсент и Гренадини, Сейнт Китс и Невис, Сейнт Лусия, Сен Бартелми, Сен Естатиус, Синт Мартен, Тринидад и Тобаго, Търкс и Кайкос, Френска Гвиана, Хаити, Хондурас и Ямайка.
Обитава крайбрежията и пясъчните дъна на морета и рифове.